# Diethardt
Diethardt település Németországban, Rajna-vidék-Pfalz tartományban. Lakosainak száma 220 fő (2023. december 31.).

## Népesség
A település népességének változása:
| Lakosok száma | 232  | 247  | 234  | 230  | 220  |
|               | 2017 | 2019 | 2021 | 2022 | 2023 |